# 1993 en rugby à XV
Cette page présente les faits marquants de l'année 1993 en rugby à XV : les principales compétitions et évènements liés au rugby à XV et rugby à sept ainsi que les naissances et décès de grandes personnalités de ces sports.

## Principales compétitions
- Currie Cup en Afrique du Sud
- Championnat d'Angleterre (du ?/?/1992 au ?/?/1993)
- Championnat de France (du ?/?/1992 au 5 juin 1993)
- Championnat d'Italie (du ?/?/1992 au 29 mai 1993)
- Coupe d'Angleterre (du ?/?/1992 au 1er mai 1993)
- Tournoi des Cinq Nations (du 16 au 20 mars 1993)

## Événements

### Mars
- 20 mars : la France gagne le Tournoi des Cinq Nations.

### Mai
- 1er mai : les Leicester Tigers remportent la Pilkington Cup en disposant 23-16 des Harlequins lors de la finale à Twickenham[1],[2].
- 29 mai : l'Amatori Milan El Charro remporte le Championnat d'Italie en battant en finale le Benetton Rugby Trévise sur le score de 41 à 15. Il s'agit de son 5e titre. Le match se déroule au Stadio Plebiscito à Padoue devant 6 000 spectateurs[3].
- ? mai : les Portugais du GDS Cascais remportent la dix-septième édition de la Coupe Ibérique en battant les Espagnols du Ciencias RC sur le score de 12 à 11.

### Juin
- 5 juin : le Castres olympique devient champion de France en battant en finale le FC Grenoble lors d'une finale rendu polémique par les erreurs d'arbitrages en défaveur des Grenoblois, battus 14-11[4] avec notamment un essai irrégulier accordé au All Black du CO Gary Whetton[5],[6] et un essai refusé au Grenoblois Olivier Brouzet[7].
- 12 juin : Le Stade toulousain remporte son troisième Challenge Yves du Manoir en battant le Castres olympique 13 à 8 à Agen.
- Du 12 au 3, les Lions en tournée en Nouvelle-Zélande perdent la série de trois test-matches par une victoire à deux face aux All Blacks.